# Thomas Antal
Thomas Antal (Versec, 1889. április 21. – Budapest, 1967. augusztus 19.) magyar építész.

## Élete
Budapesti és bécsi műegyetemi és iparművészeti iskolai tanulmányok után, 1907-től Bálint Zoltán és Jámbor Lajos építészirodájában kapott munkát. Később Führer Miklós mellé került, és vele dolgozott 1912-ig. Ezzel párhuzamosan, 1910-től Sváb Gyula és Jakabffy Zoltán munkatársaként részt vett a Kultuszminisztérium Műszaki Osztályának népiskola-rendszer kialakítási tervezésében. Részt vett a Sváb Gyula-féle iskolaépítési programban, ahol egy vagy több iskolaépületet tervezett (helyszín nem ismert).
Számos tervpályázaton indult, de sok alkotása nem valósult meg. Az első világháború utáni időszakban épültek ideiglenes pavilonjai a budapesti nemzetközi vásárok számára. Az 1930-as években népies stílusban tervezett lakóházakat, templomokat. Az 1930-as években modern, funkcionalista stílusú épületek kerültek ki kezei közül, ezeken minimális art déco hatás is megfigyelhető.
Az építészet mellett festőként is ismert volt, és 1909-től alkotásait kiállításokon mutatta be. Különböző utazásai alkalmával sok rajzot és festmény készített. Számos ábrázolása a budapesti régi Tabán városrészhez köthető. Foglalkozott emellett kerámiakészítéssel és más iparművészeti ágakkal. Nevéhez fűződik a Feszty-körkép diorámájának felújítása és a hozzá tartozó szobrok megmintázásra.
1985-ben 150 db, 1920 és 1950 között készült tervrajza bekerült a Magyar Építészeti Múzeum gyűjteményébe.
Munkásságáról 1988-ban a Magyar Építészeti Múzeum kiállítással emlékezett meg. Ennek anyaga nem sokkal később kiállítási katalógus formájában is megjelent.

## Ismert épületei

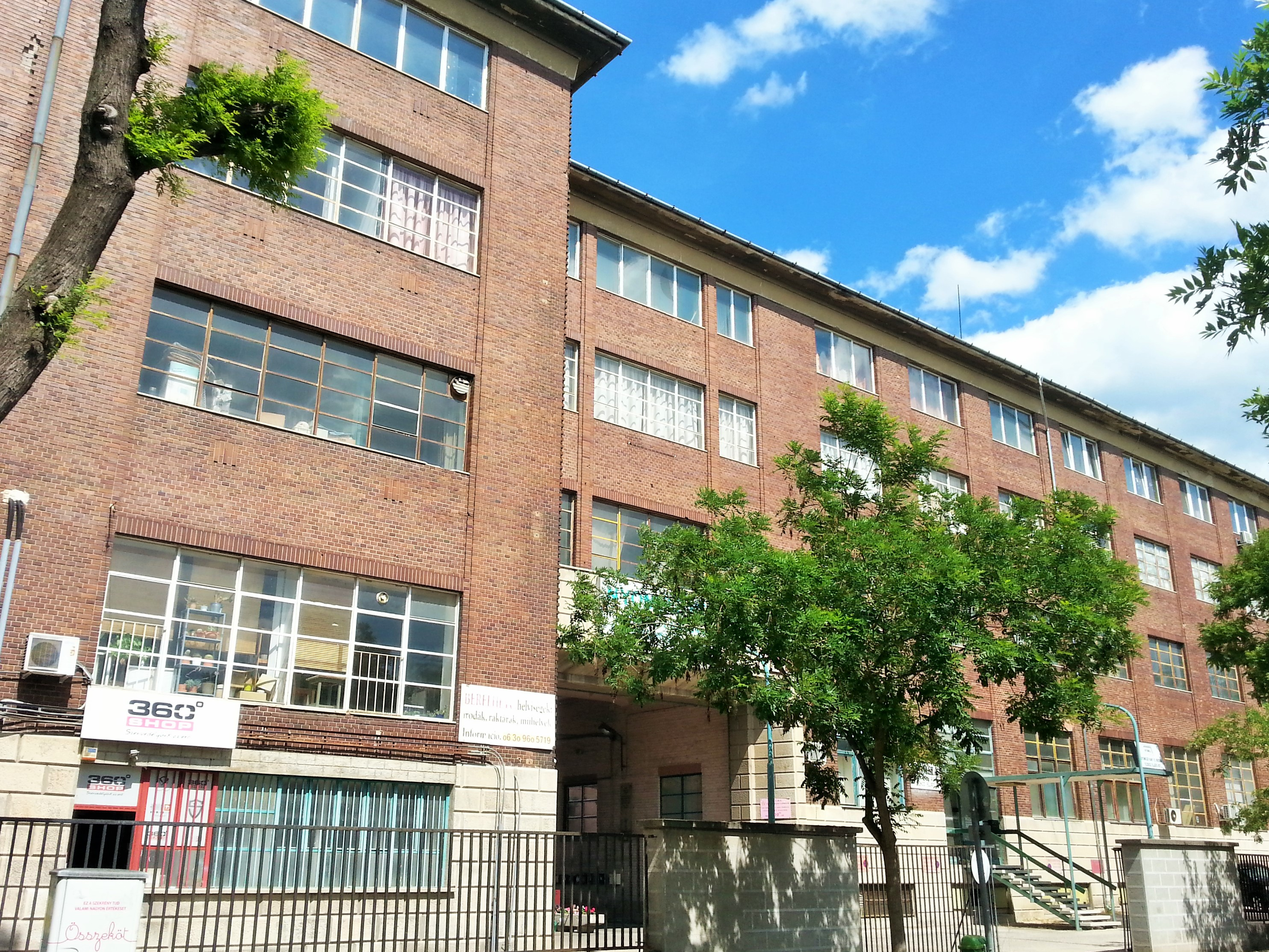
Danubius Fegyver- és Lőszergyár Rt.

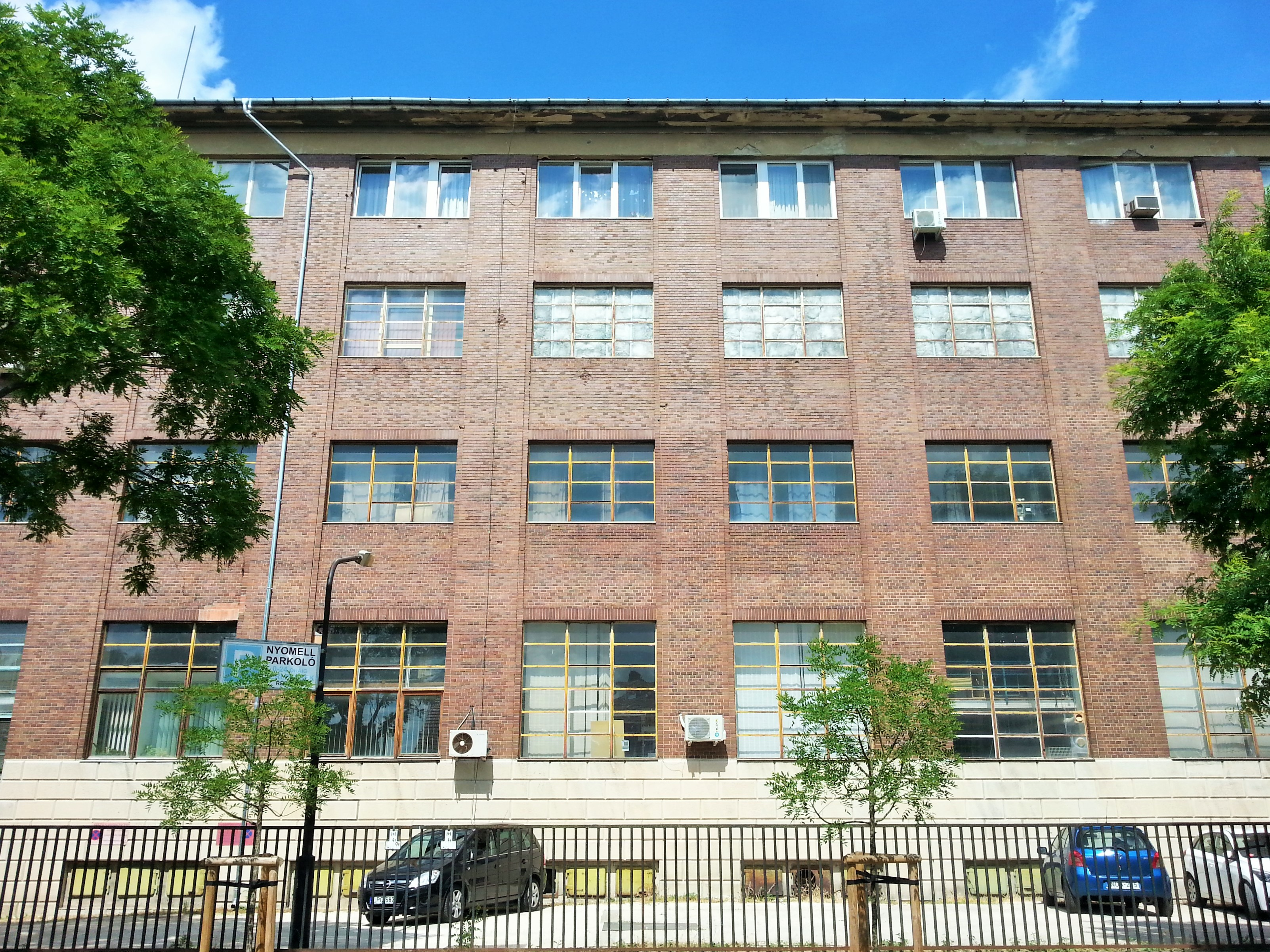
Danubius Fegyver- és Lőszergyár Rt.

- 1910-es évek: iskolaépület (helyszín nem azonosítható) – a Sváb Gyula-féle iskolaépítési program keretében[7]
- 1938: Szent István elemi iskola, Székesfehérvár, Széna tér 10.[4]
- 1938 k.: Szent Imre herceg iskola, Komárom, Bajcsy-Zsilinszky út 15.[4]
- 1939–1940: Danubius Fegyver- és Lőszergyár Rt. üzemépület, Budapest, Kövér Lajos u. 21-25.[4]

### Tervben maradt épületek, emlékhelyek
- 1908–1909: kiállítóterem a Magyar Építők- és Iparművészeti Rajzolók Országos Egyesülete számára (I. díj)[2]
- 1909: lakóház saját édesapja számára, Versec[2]
- 1910: múzeum, Balassagyarmat[2]
- 1910: bérház, Budapest, 1237. hrsz. telek (ide később a Palatinus-házak épültek)[8]
- 1913: iskola és lakóház, Fonyód (Berey Antallal közös munka)[2]
- 1913: Dr. Lüley György családi háza, Aranyosmarót (Berey Antallal közös munka)[2]
- 1910-es évek?: Erényi Ullmann vadászkastély, hely megjelölése nélkül (I. díj)[2]
- 1910-es évek?: Munkástelep, Kolozsvár[2]
- 1928: gőzfürdő, Sopron[9]
- 1930: Colombus-emlékmű és világítótorony, hely megjelölése nélkül[2]
- 1942 k.: Községi polgári fiú- és leányiskola, Siófok[4]

## Egyéb irodalom
- Thomas Antal (1889–1967) építész emlékkiállítása: Az OMF Magyar Építészeti Múzeumának kiállítása, a katalógust szerk. és a kiállítást rend. Hadik András és Ritoók Pál. Budapest: OMF Magyar Építészeti Múzeum, 1988.